# Leonhard Dorst

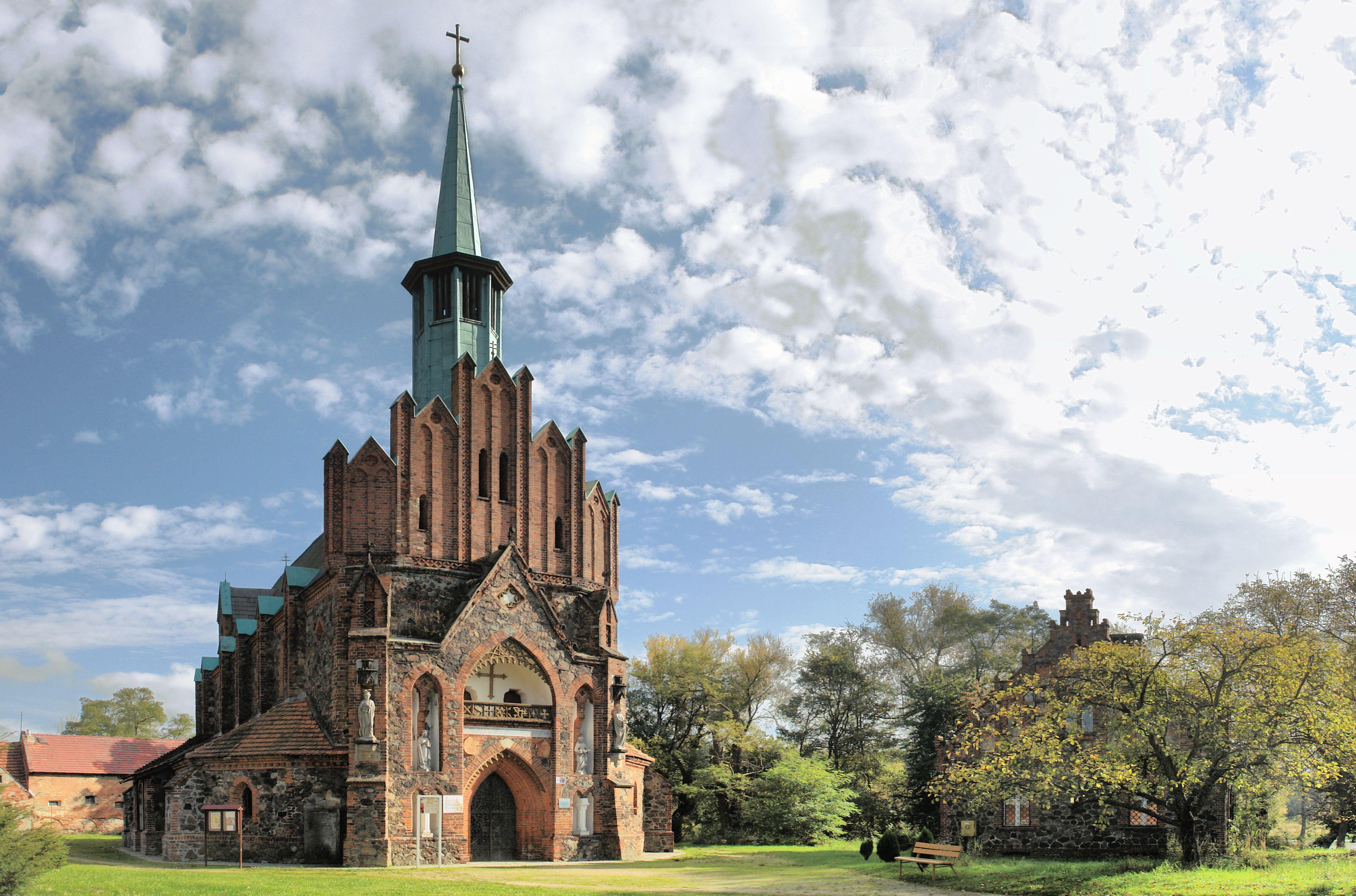
Kościół Świętego Krzyża w Żaganiu przebudowany przez Leonharda Dorst von Schatzenberga

Leonhard Dorst von Schatzenberg (ur. 6 czerwca 1809 w Ratyzbonie, zm. 13 września 1852 w Żaganiu) – niemiecki architekt, heraldyk i malarz.

## Życiorys
Jako radca budowlany księżnej żagańskiej, Doroty de Talleyrand-Périgord zaprojektował pałacową kaplicę w książęcej siedzibie w Żaganiu i poprowadził przebudowę w duchu neogotyckim żagańskiego kościoła.
Znany szczególnie jako heraldyk, zwłaszcza z opublikowanych herbarzy, nacechowanych starannymi i zgodnymi z regułami wizerunkami herbów.
Był członkiem Górnołużyckiego Towarzystwa Naukowego w Zgorzelcu (niem.: Oberlausitzischen Gesellschaft der Wissenschaften zu Görlitz).
W uznaniu zasług został nobilitowany przez księcia 
Hohenzollern-Sigmaringen, a do jego nazwiska dodano człon  von Schatzberg.

## Wybrane publikacje
- Schlesisches Wappenbuch oder die Wappen des Adels im souverainen Herzogthum Schlesien, der Grafschaft Glatz und der Oberlausitz. T. 1–3. Görlitz: 1842–1849. [dostęp 2010-07-15]. (niem.). Brak numerów stron w książce
- Wappenbuch des Königreiches Württemberg, zesz. I-X po 12 tablic. Halle: 1843–1846. Brak numerów stron w książce
- Allgemeines Wappenbuch – Ein Hand und Musterbuch. T. 1–2. Görlitz: 1843, 1846. Brak numerów stron w książce
- Grabdenkmäler. Ein Beitrag zur Kunstgeschichte des Mittelalters. An Ort und Stelle gesammelt und gezeichnet. T. 1–2. Görlitz: 1846–1847. Brak numerów stron w książce